# Androcharta klagesi
Androcharta klagesi là một loài bướm đêm thuộc phân họ Arctiinae, họ Erebidae.